# Raúl Pérez Varela
Raúl Pérez Varela (Buenos Aires, 16 agosto 1925 – ...) è stato un cestista argentino.

## Carriera
Con l'Argentina disputò i Campionati mondiali del 1950 e i Giochi olimpici di Helsinki 1952.